# Tourmente (affluent de l'Indrois)
Pour les articles homonymes, voir Tourmente.
La Tourmente est une rivière française, qui coule dans les départements de l'Indre et d'Indre-et-Loire, en région Centre-Val de Loire.

## Géographie

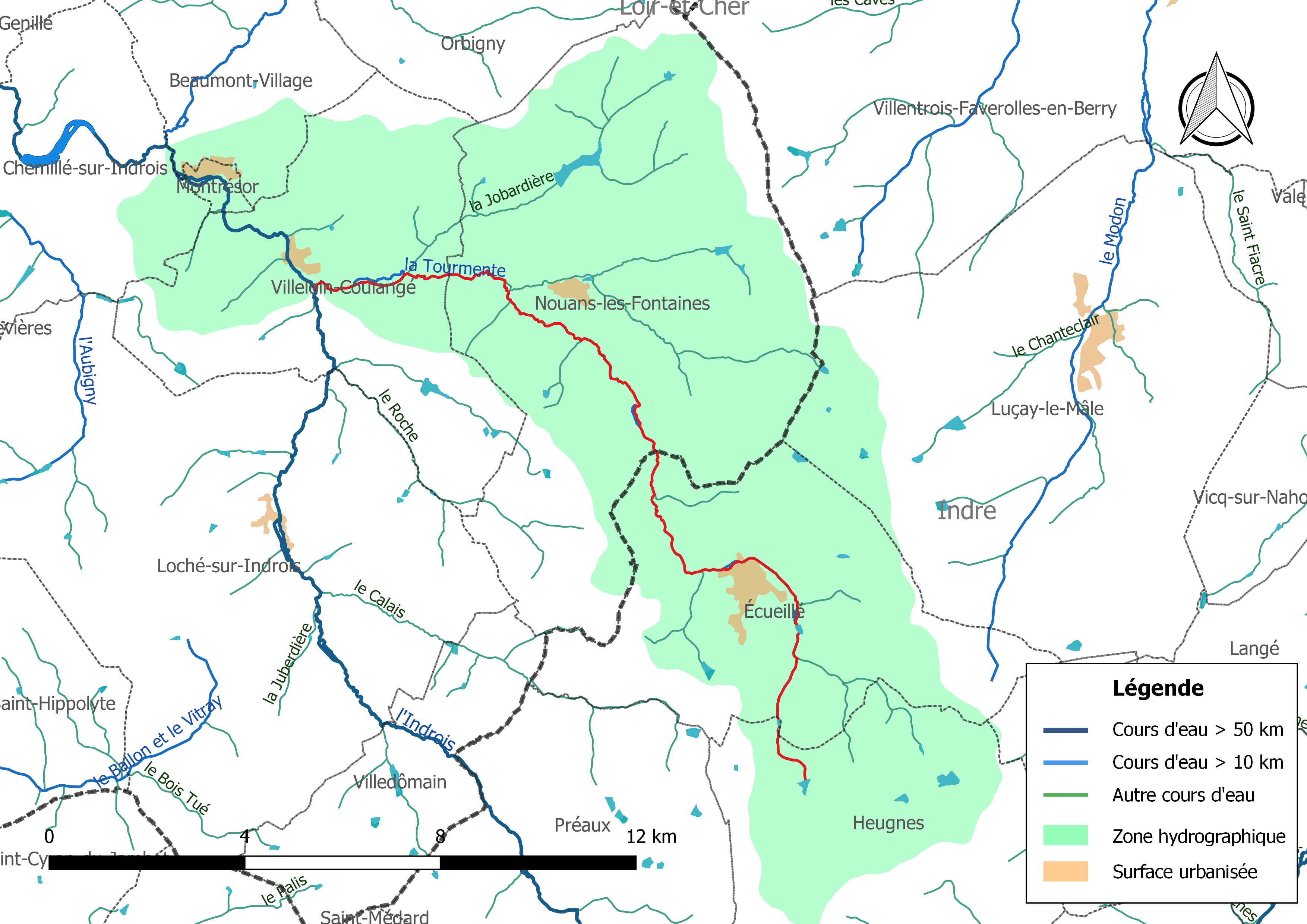
Cours d'eau la Tourmente et son bassin versant.

Longue de 20,5 km, elle prend sa source dans le département de l'Indre, à 173 m d'altitude, vers Heugnes. Son confluent avec l'Indrois, se trouve sur la commune de Villeloin-Coulangé, dans le département d'Indre-et-Loire.
La Tourmente traverse 4 communes, soit de l'amont vers l'aval : Heugnes (36), Écueillé (36), Nouans-les-Fontaines (37), Villeloin-Coulangé (37).

## Hydrologie
La Tourmente est une rivière assez irrégulière, à l'instar de la plupart des cours d'eau de plaine du bassin de la Loire. Son débit a été observé durant une période de 43 ans (1966-2008), à Villeloin-Coulangé, localité du département d'Indre-et-Loire située au niveau de son confluent avec l'Indrois. La surface ainsi étudiée est de 109 km2, soit la presque totalité du bassin versant de la rivière.
Le module de la rivière à Villeloin-Coulangé est de 0,650 m3/s.
La Tourmente présente des fluctuations saisonnières de débit fort marquées, comme très souvent dans le bassin de la Loire. Les hautes eaux se déroulent en hiver et se caractérisent par des débits mensuels moyens allant de 0,98 à 1,43 m3/s, de décembre à mars inclus (avec un maximum très net en février). À partir du mois de mars, le débit baisse rapidement tout au long du printemps, jusqu'aux basses eaux d'été-automne qui ont lieu de juin à octobre inclus, entraînant une  baisse du débit mensuel moyen jusqu'au plancher de 0,201 m3 au mois d'août, ce qui reste fort confortable pour une aussi modeste rivière. Mais ces moyennes mensuelles ne sont que des moyennes et cachent des fluctuations plus prononcées sur de courtes périodes ou selon les années.
Aux étiages, le VCN3 peut chuter jusque 0,082 m3/s (82 litres par seconde), ce qui ne peut être qualifié de sévère.
Les crues peuvent être importantes, compte tenu de l'exiguïté du bassin versant. Les QIX 2 et QIX 5 valent respectivement 19 et 29 m3/s. Le QIX 10 est de 35 m3/s, le QIX 20 de 42 m3, tandis que le QIX 50 se monte à 50 m3/s.
Le débit instantané maximal enregistré à Villeloin-Coulangé a été de 39,8 m3/s le 12 mai 1985, tandis que la valeur journalière maximale était de 27,3 m3/s le même jour. Si l'on compare la première de ces valeurs à l'échelle des QIX de la rivière, l'on constate que cette crue était à peine d'ordre vicennal, et donc destinée à se répéter tous les 15 ans en moyenne.
La Tourmente est une rivière relativement peu abondante. La lame d'eau écoulée dans son bassin versant est de 185 millimètres annuellement, ce qui est nettement inférieur à la moyenne d'ensemble de la France, et aussi à la moyenne du bassin de la Loire (plus ou moins 245 millimètres). C'est cependant sensiblement équivalent au bassin de l'Indre (181 millimètres). Le débit spécifique (ou Qsp) atteint le chiffre fort moyen de 5,9 litres par seconde et par kilomètre carré de bassin.

## Loisirs

### Pêche et poissons
Sur le plan piscicole, la Tourmente est classée en deuxième catégorie piscicole. L'espèce biologique dominante est constituée essentiellement de poissons blancs (cyprinidés) et de carnassiers (brochet, sandre et perche). Les poissons susceptibles d’être péchés sont : ablette, barbeau commun, black-bass à grande bouche, brème, brochet, carassin, gardon, goujon, perche, poisson-chat, rotengle, sandre, silure et tanche.

## Qualité des eaux

### État des masses d'eau et objectifs
Issu de la Directive cadre européenne sur l’eau (DCE) du 23 octobre 2000, le découpage en masses d’eau permet d'utiliser un référentiel élémentaire unique employé par tous les pays membres de l'Union européenne. Ces masses d’eau servent ainsi d’unité d’évaluation de l’état des eaux dans le cadre de la directive européenne. La  fait partie de la masse d'eau codifiée FRGR1550 et dénommée « La Tourmente et ses affluents depuis la source jusqu'à la confluence avec l'Indrois ».
Le schéma directeur d'aménagement et de gestion des eaux (Sdage) Loire-Bretagne est un document de planification dans le domaine de l’eau. Il définit, pour une période de six ans les grandes orientations pour une gestion équilibrée de la ressource en eau ainsi que les objectifs de qualité et de quantité des eaux à atteindre dans le bassin Loire-Bretagne. L'état des lieux 2013 défini dans la SDAGE 2016 – 2021 et les objectifs à atteindre pour cette masse d'eau sont les suivants,, :
| Code masse d'eau | Libellé masse d'eau                                                                 | État écologique 2013 des cours d'eau | État écologique 2013 des cours d'eau | État écologique 2013 des cours d'eau | État écologique 2013 des cours d'eau | Objectifs                  | Objectifs                  | Objectifs                | Objectifs                | Objectifs              | Objectifs              |
| Code masse d'eau | Libellé masse d'eau                                                                 | État écologique                      | État biologique                      | État physico-chimie générale         | État Polluants spécifiques           | Objectif d'état écologique | Objectif d'état écologique | Objectif d'état chimique | Objectif d'état chimique | Objectif d'état global | Objectif d'état global |
| ---------------- | ----------------------------------------------------------------------------------- | ------------------------------------ | ------------------------------------ | ------------------------------------ | ------------------------------------ | -------------------------- | -------------------------- | ------------------------ | ------------------------ | ---------------------- | ---------------------- |
| FRGR1550         | La Tourmente et ses affluents depuis la source jusqu'à la confluence avec l'Indrois | Moyen                                | Bon état                             | Médiocre                             |                                      | Bon état                   | 2021                       | Bon état                 | ND                       | Bon état               | 2021                   |

## Gouvernance

### Échelle du bassin
En France, la gestion de l’eau, soumise à une législation nationale et à des directives européennes, se décline par bassin hydrographique, au nombre de sept en France métropolitaine, échelle cohérente écologiquement et adaptée à une gestion des ressources en eau. La Tourmente est sur le territoire du bassin Loire-Bretagne et l'organisme de gestion à l'échelle du bassin est l'agence de l'eau Loire-Bretagne.